# Ipsea malabarica
Ipsea malabarica är en orkidéart som först beskrevs av Heinrich Gustav Reichenbach, och fick sitt nu gällande namn av Joseph Dalton Hooker. Ipsea malabarica ingår i släktet Ipsea och familjen orkidéer. Inga underarter finns listade i Catalogue of Life.